# Liste der Bodendenkmale in Risum-Lindholm
In der Liste der Bodendenkmale in Risum-Lindholm sind die Bodendenkmale der Gemeinde Risum-Lindholm nach dem Stand der Bodendenkmalliste des Archäologischen Landesamts Schleswig-Holstein von 2016 aufgelistet. Die Baudenkmale sind in der Liste der Kulturdenkmale in Risum-Lindholm aufgeführt.
| Denkmal-ID           | Befundart   | Bezeichnung                                    | Zeitstellung | Lage | Bemerkungen | Bild |
| -------------------- | ----------- | ---------------------------------------------- | ------------ | ---- | ----------- | ---- |
| aKD-ALSH-Nr. 001 557 | Richtstätte | Versammlungsplatz „Richtplatz der Bökingharde“ | Mittelalter  |      |             |      |